# Zimmertoren
De Zimmertoren is een toren in Lier, in de Belgische provincie Antwerpen. De toren is genoemd naar uurwerkmaker Louis Zimmer, en is het resultaat van het verbouwen van de middeleeuwse Corneliustoren, die een deel was van de eerste omwalling rond de stad. De toren staat op het Zimmerplein, het vroegere Wilsonplein. Dit plein ligt aan de Binnennete. De kade hier werd vroeger gebruikt om schepen te laden en lossen. Lierenaars spreken daarom ook nog vaak van de "kade" of "kaai" als ze verwijzen naar het Zimmerplein.
Het bouwjaar van de oorspronkelijke toren, een oude vestigingstoren (de Corneliustoren), is niet precies bekend, maar ligt vóór 1425. De toren werd tijdens de bouwfase van de tweede omwalling opgetrokken, maar als onderdeel van de eerste, binnenste stadsmuur. De toren werd in 1812 door het gemeentebestuur verkocht, maar werd na de Eerste Wereldoorlog weer aangekocht, omdat het stadsbestuur de toren wilde afbreken. In 1928 schonk Zimmer de stad Lier een uurwerkmechanisme (de Jubelklok, gemaakt met zijn rechterhand Frans Dirckx en zo genoemd vanwege de viering van 100 jaar Belgische onafhankelijkheid in 1930 bij de officiële inhuldiging van de toren) dat diverse tijden samen met kosmische en andere periodieke verschijnselen aangeeft. Er werd besloten dit uurwerk onder te brengen in de bouwvallige Corneliustoren, die daartoe tussen 1928 en 1930 werd verbouwd en gerestaureerd en sindsdien Zimmertoren wordt genoemd. De inhuldiging van de Zimmertoren vond plaats op 29 juni 1930. De hele verbouwing werd voor het grootste deel uitgevoerd door vrijwilligers, en de kostprijs bedroeg 169.230,40 Belgische frank.
Op het pleintje vóór de toren lag tot 2013 een voorstelling van het zonnestelsel, met de voorstelling van de planetoïden Felix (1664) en Zimmer (3064), die respectievelijk naar Felix Timmermans en Louis Zimmer werden genoemd en die ontdekt werden in 1929 en 1984. In 2013 is de planetencirkel verwijderd en vervangen door een didactische versie in het paviljoen.
De werken van Louis Zimmer worden sedert 1930 in eigendom beheerd door de onafhankelijke vzw Zimmertorencomité Lier die ook huurder is van de gebouwen tot in 2045.
Sinds 1980 is de toren beschermd als monument.
De klok in de Zimmertoren behoort tot een van de meest karakteristieke klokken van Europa.

## Wonderklok
De Wonderklok, die zich sinds 1960 in een paviljoen náást de Zimmertoren bevindt, is het magnum opus van de uurwerkmaker uit Lier. Zimmer kreeg er felicitaties voor van onder anderen Albert Einstein. Deze klok bevat onder meer een van de traagst bewegende mechanische wijzers ter wereld (één omwenteling per 25.800 jaar als aanduiding van de precessie van de aarde). Later breidde Zimmer het geheel nog uit met een planetarium.

## Restauraties
Er werden in het verleden al geregeld herstelwerken uitgevoerd aan de toren. In 2020 begon een grondige restauratie van het dak, het buitenschrijnwerk en de glas-in-loodramen van de toren. Tijdens de buitenwerken werden ook enkele herstellingen aan de klokken van de Zimmertoren uitgevoerd. De toren werd tijdens de werken gesloten voor het publiek. De restauratie duurde ongeveer vier maanden, tot in het voorjaar van 2021.

## Fotogalerij

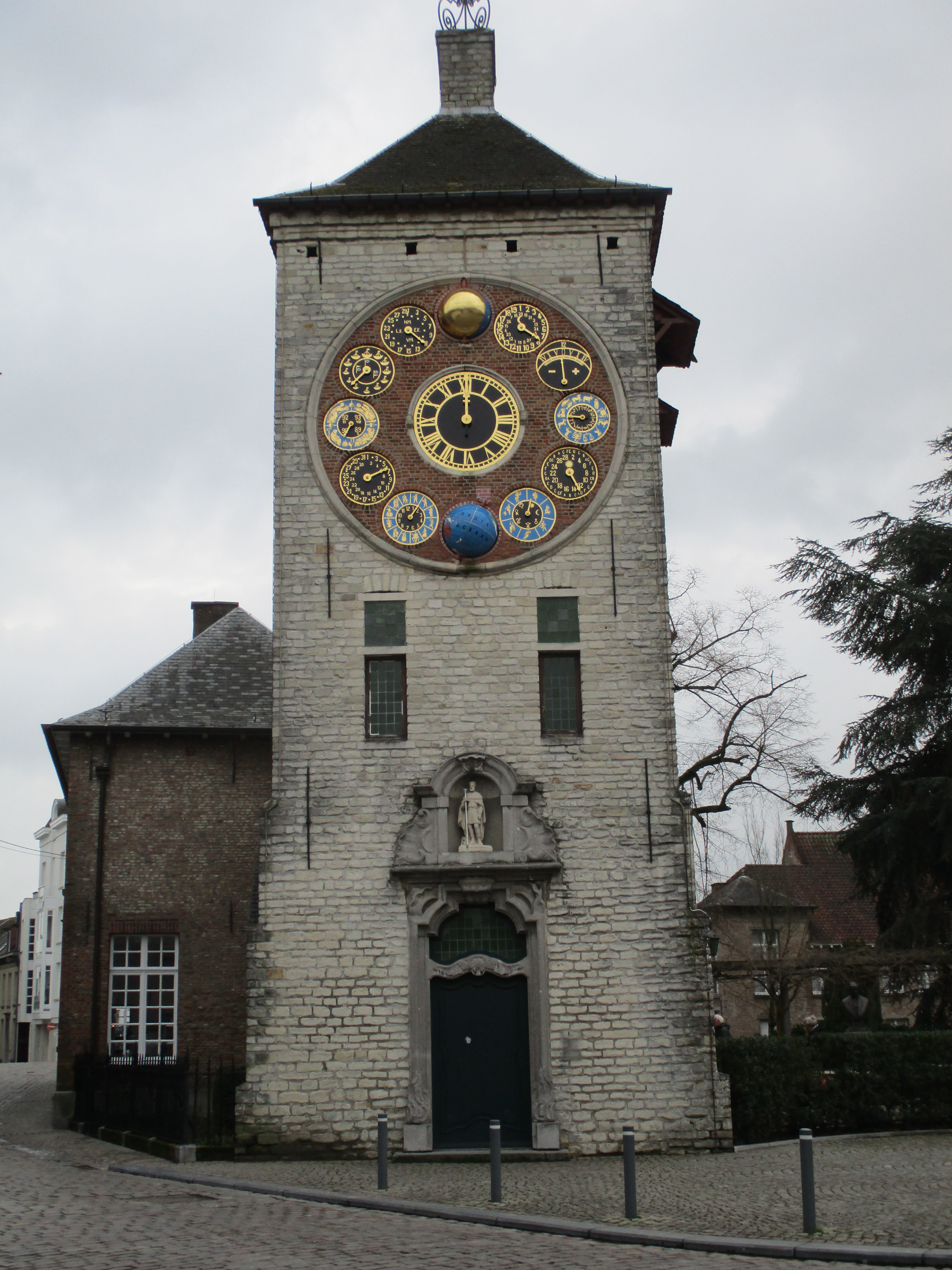
Voorkant van de Zimmertoren. In de nis boven de deur is een beeld van Sint-Gummarus te zien.
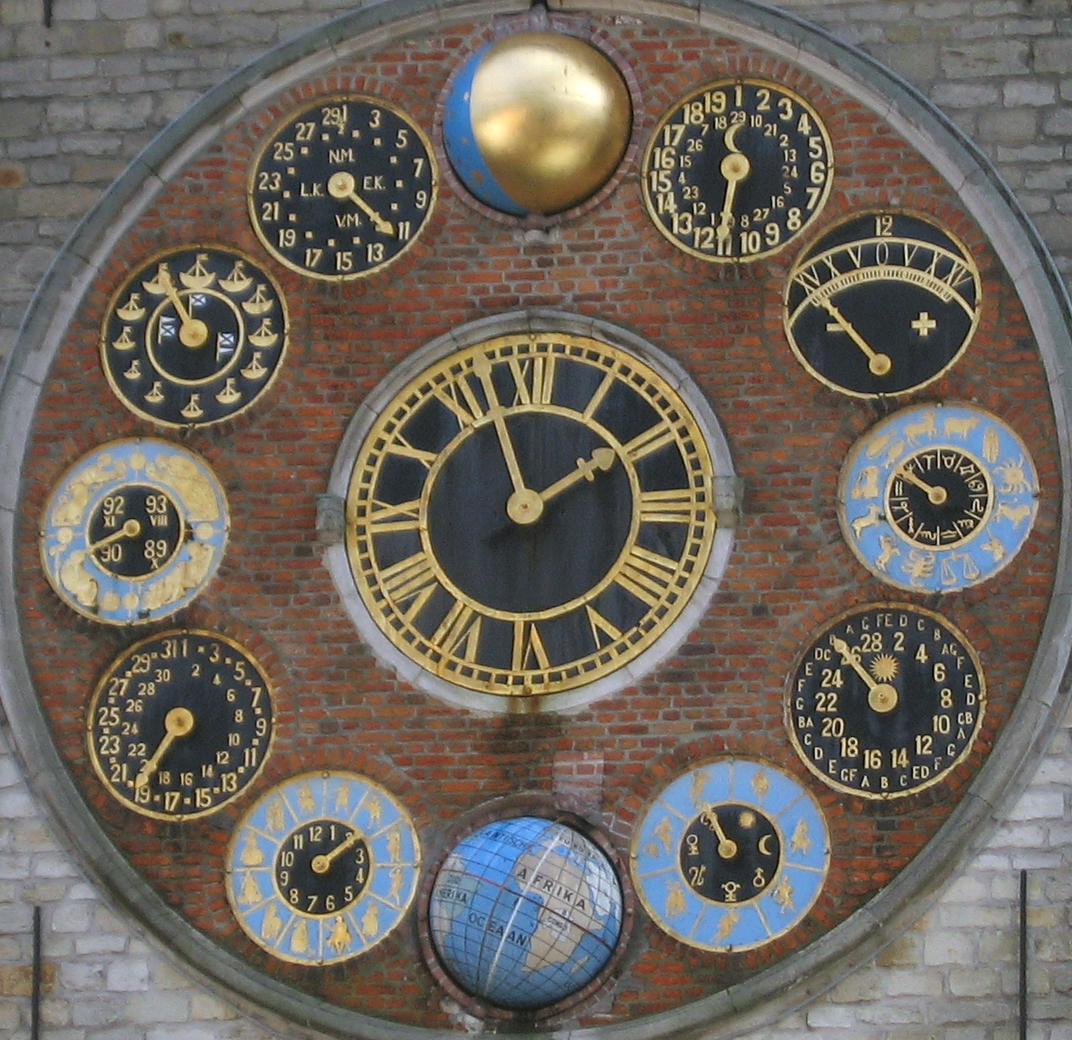
De "Jubelklok", met in het midden de klok, bovenaan de fasen van de maan, verder rechtsom de cyclus van Meton, de epacta en de tijdsvereffening, de zodiac, de zonnecirkel en de zondagsletter, de week, de globe, de maanden, de datum, de seizoenen, de getijden en de schijngestalten van de maan.
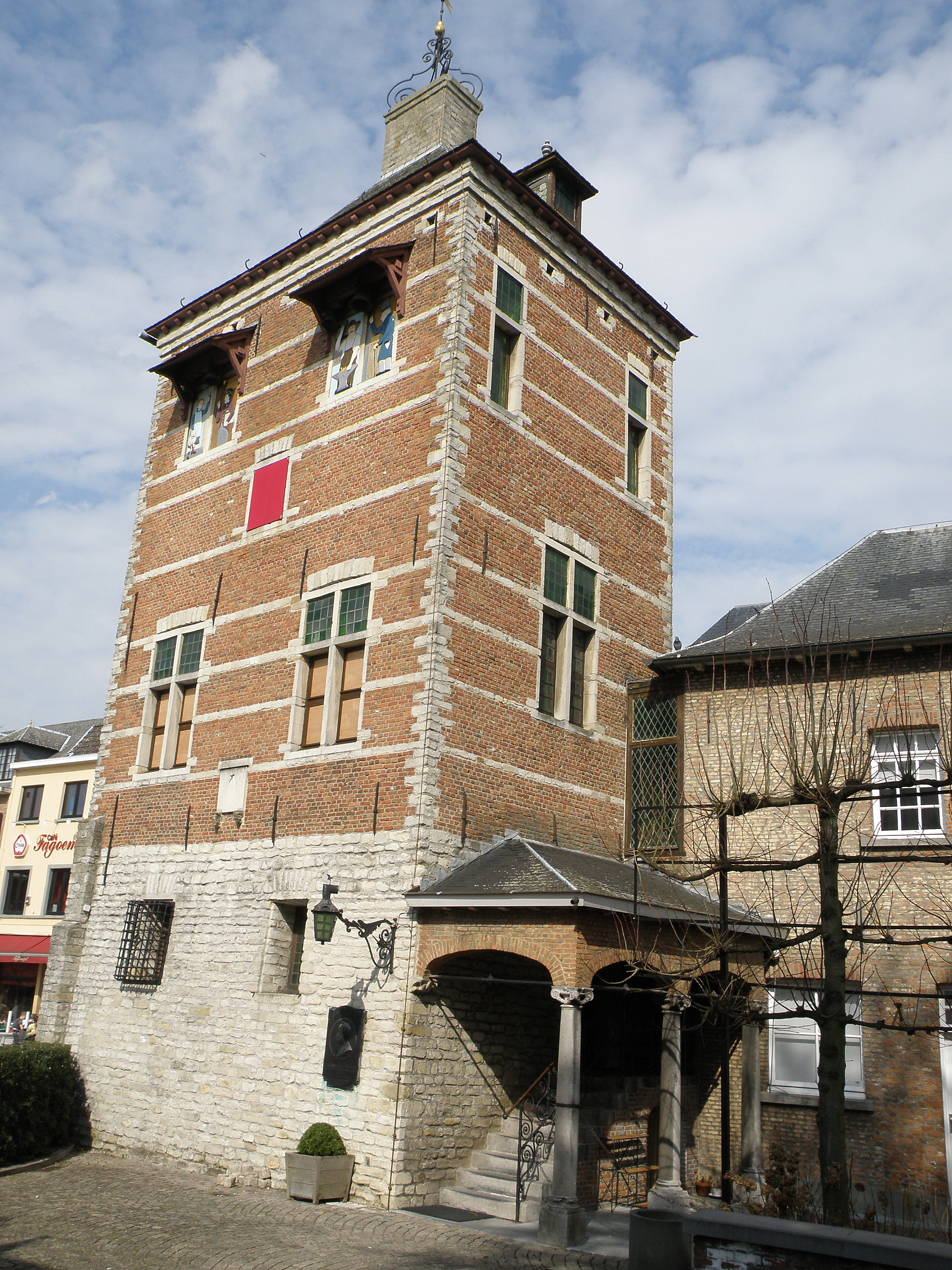
Zimmertoren, ZW- en ZO-gevel
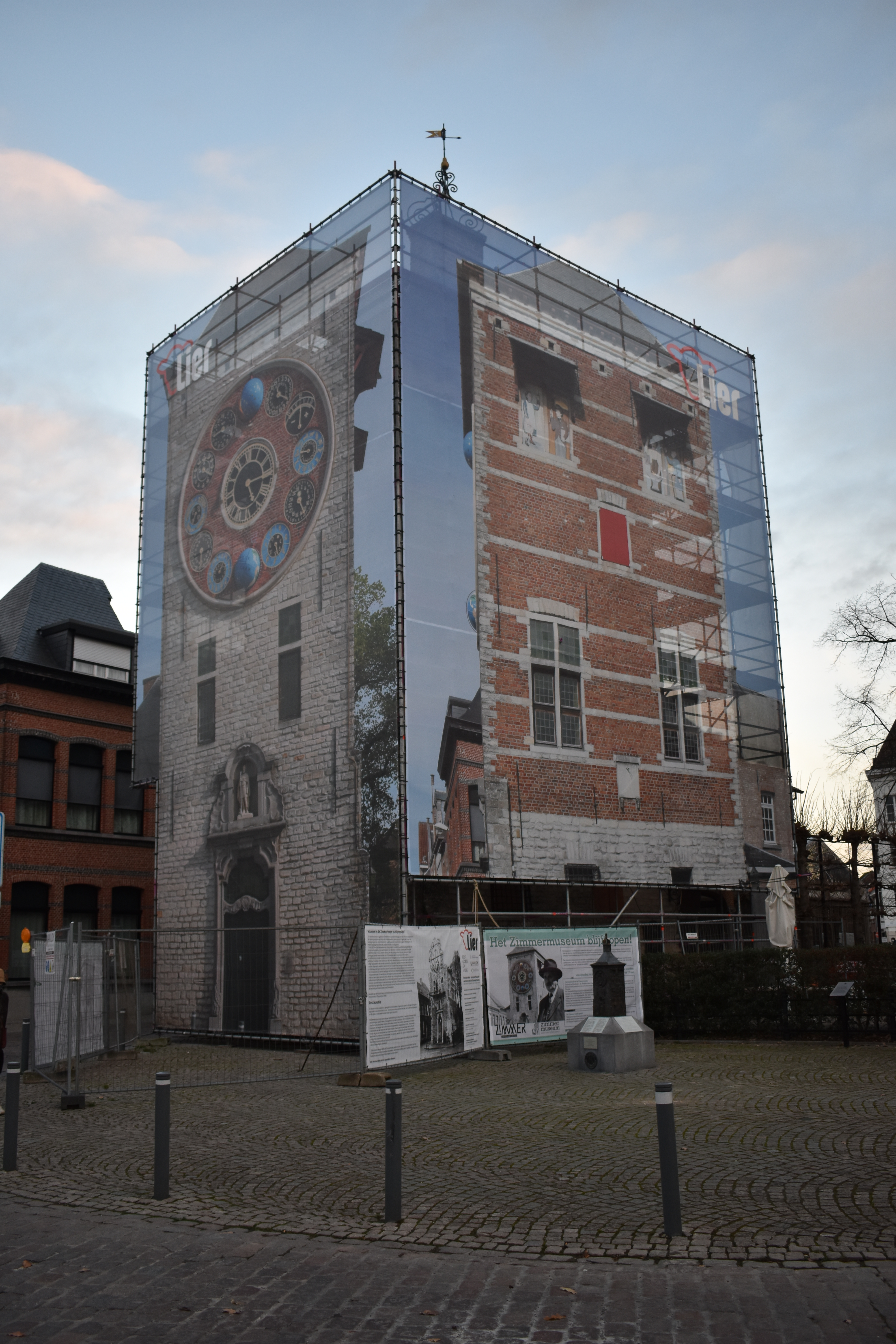
De Zimmertoren tijdens de restauratie in 2020-2021